# Rhamdioglanis transfasciatus
Rhamdioglanis transfasciatus es una especie de peces de la familia Heptapteridae en el orden de los Siluriformes.

## Morfología
• Los machos pueden llegar alcanzar los 19 cm de longitud total.

## Hábitat
Es un pez de agua dulce y de clima tropical.

## Distribución geográfica
Se encuentran en Sudamérica: arroyos costeros entre  Río de Janeiro y Santa Catarina (Brasil ).